# Virus sarcoma Rous
Virus sarcoma Rous (RSV) là một retrovirus và là oncovirus đầu tiên được mô tả. Virus gây bệnh sarcoma ở gà.
Như các retrovirus khác, RSV đảo ngược bộ gen RNA của nó thành cDNA trước khi tích hợp vào DNA chủ.

## Lịch sử
RSV được phát hiện vào năm 1911 bởi Peyton Rous, làm việc tại Đại học Rockefeller ở thành phố New York, bằng cách tiêm chiết xuất khối u gà vào gà Plymouth Rock khỏe mạnh. RSV được biết đến như là retrovirus gây ung thư đầu tiên có thể được sử dụng để nghiên cứu sự phát triển của ung thư phân tử.
Năm 1958, Harry Rubin và Howard Temin đã phát triển một xét nghiệm trong đó nguyên bào sợi phôi gà có thể bị thay đổi về mặt hình thái do nhiễm RSV. Hai năm sau, Temin kết luận rằng hình thái biến đổi của các tế bào được kiểm soát bởi một đặc tính di truyền của RSV. Sau này, các thí nghiệm đã xác định gen src chịu trách nhiệm cho sự biến đổi hình thái trong các tế bào khỏe mạnh. Trong những năm 1960, hai phát hiện đã được công bố: các virus phân lập có khả năng sao chép có liên quan đến RSV, nhưng không biến đổi và một chủng RSV bị sao chép bị cô lập có khả năng biến đổi. Hai phát hiện này đã dẫn đến khái niệm rằng sự nhân lên của virus và biến đổi ác tính là các quá trình riêng biệt trong RSV.
Rous được trao giải thưởng Nobel về sinh lý học và y khoa nhờ khám phá của ông vào năm 1966. Sau đó, sau khi các loại virus gây ung thư khác ở người, như virus Epstein-Barr, được phát hiện. Quá trình oncogene được tìm thấy ban đầu trong retrovirus và sau đó trong các tế bào.

## Chu kỳ sao chép

### Nhập bào
Có hai cách virus có thể xâm nhập vào tế bào chủ: nhập bào thụ thể hoặc dung hợp. Nhập bào là quá trình virus liên kết với một thụ thể trên màng tế bào đích và virus được đưa vào hoặc nội tiết vào tế bào. Nhập bào có thể độc lập pH hoặc phụ thuộc pH. Sự hợp nhất xảy ra khi virus hợp nhất với màng tế bào đích và giải phóng bộ gen của nó vào trong tế bào. RSV xâm nhập vào tế bào chủ thông qua sự dung hợp màng tế bào của vật chủ.

### Phiên mã
Để sao chép bộ gen RSV xảy ra, cần phải có một đoạn mồi. 4S RNA làm đoạn mồi cho RSV và 70S RNA đóng vai trò là khuôn để tổng hợp DNA. Enzyme sao chép ngược, một DNA polymerase phụ thuộc RNA, sao chép RNA virus vào DNA theo nguyên tắc bổ sung.